# Leubsdorf (Saxônia)
Leubsdorf é um município da Alemanha, situado no distrito de  Mittelsachsen, no estado da Saxônia. Tem 34,34 km² de área, e sua população em 2019 foi estimada em 3.298 habitantes.